# Phrynus araya
Espèce
Phrynus araya est une espèce d'amblypyges de la famille des Phrynidae.

## Distribution
Cette espèce est endémique de l'État de Zulia au Venezuela. Elle se rencontre dans la Serranía de Perijá.

## Description
La carapace de la femelle holotype mesure 14,42 mm de long sur 9,83 mm.

## Publication originale
- Colmenares & Villarreal, 2008 : Una nueva especie de Phrynus Lamarck, 1801 (Amblypygi: Phrynidae), de la Sierra de Perijá, Venezuela. Boletin de la SEA, vol. 43, p. 89–93 (texte intégral).